# Отворено првенство Србије у тенису 2012.
Отворено првенство Србије 2012 (познато и под називом Serbia Open 2012 powered by Telekom Srbija[a]) је тениски турнир који припада АТП серији 250 у сезони 2012, а игра се на шљаци. Одржава се на теренима тениског центра Новак у Београду, Србија, од 28. априла до 6. маја.
Домаћин четвртог турнира је требало да буде српски тенисер Новак Ђоковић, бранилац титуле из претходне године, али се повукао са такмичења из личних разлога.

## Учесници

### Носиоци
| Држава | Играч             | Ранг1 | Носилац |
| ------ | ----------------- | ----- | ------- |
| ШПА    | Пабло Андухар     | 38    | 1       |
| ИТА    | Андреас Сепи      | 46    | 2       |
| ФИН    | Јарко Нијеминен   | 47    | 3       |
| АРГ    | Давид Налбандијан | 49    | 4       |
| ПОЉ    | Лукаш Кубот       | 51    | 5       |
| ИТА    | Фабио Фоњини      | 57    | 6       |
| САД    | Рајан Харисон     | 58    | 7       |
| ЛУК    | Жил Милер         | 61    | 8       |

- 1 Пласман на АТП листи 23. априла 2012.

### Остали учесници
Тенисери који су добили специјалну позивницу (енгл. wild card) организатора за учешће на турниру:
- Марко Ђоковић[3]
- Душан Лајовић[4]
- Јевгениј Донској[4]

Тенисери који су се изборили за учешће на главном турниру кроз квалификациони турнир:

## Бодови и новчане награде
| Резултат     | Новчана награда | АТП поени |
| ------------ | --------------- | --------- |
| Победа       | 66.500 €        | 250       |
| Финале       | 35.000 €        | 150       |
| Полуфинале   | 19.000 €        | 90        |
| Четвртфинале | 10.800 €        | 45        |
| Друго коло   | 6.360 €         | 20        |
| Прво коло    | 3.775 €         | 0         |

| Резултат     | Новчана награда | АТП поени |
| ------------ | --------------- | --------- |
| Победа       | 20.200 €        | 250       |
| Финале       | 10.650 €        | 150       |
| Полуфинале   | 5.760 €         | 90        |
| Четвртфинале | 3.290 €         | 45        |
| Прво коло    | 1.930 €         | 0         |

## Победници

### Појединачно
Андреас Сепи је победио  Беноу Пера резултатом 6–3, 6–2.
- Овом победом Андреас Сепи је освојио прву титулу у 2012. која је истовремено и друга титула у његовој каријери.

### Парови
Јонатан Ерлих и  Енди Рам су победили  Мартина Емриха и  Андреаса Силјестрема, резултатом 4–6, 6–2, [10–6].